# Sally Miller Gearhart
Sally Miller Gearhart (Pearisburg, 15 april 1931 - Ukiah, 14 juli 2021) was een Amerikaans professor, schrijver van sciencefictionboeken en verhalen, radicaal feministe en politiek activist. Ze werd in 1973 de eerste openlijke lesbienne die een ambtstermijn kreeg aan een universiteit toen ze aangenomen werd aan de San Francisco State University. Ze werkte er mee aan de totstandkoming van de eerste nationale studieprogramma’s over gender en vrouwen. Ze werd later een nationaal bekende homorechtenactiviste. 

## Biografie

### Vroegere leven
Sally Miller Gearhart werd in 1931 geboren en groeide op in de Appalachen in Virginia waar ze opgevoed werd door haar grootmoeder en moeder na de scheiding van haar ouders. Van belangrijke invloed op haar verdere leven waren de films die ze zag in het lokale theater van haar grootmoeder en het feit dat ze op tienjarige leeftijd al zeker was nooit kinderen te zullen baren omdat ze zich niet tot jongens aangetrokken voelde. Gearhart ging naar het Sweet Briar College, een meisjesschool nabij Lynchburg. Ze behaalde in 1952 een BA in Drama en Engels, in 1953 een MA aan de Bowling Green State University en vervolgens in 1956 een PhD in theater aan de Universiteit van Illinois te Urbana-Champaign met de bedoeling een carrière in de academische wereld uit te bouwen.

### Onderwijs
Gearhart begon les te geven in spraak en theater aan de Stephen F. Austin State University in Nacogdoches, Texas en later aan het Texan Lutheran College in Seguin, Texas. In beide posities kwam ze niet uit voor haar seksuele identiteit om in de schoolcultuur te kunnen passen. Als professor was ze heel populair en gewild, maar haar persoonlijke leven was moeilijk omdat ze 'nog niet uit de kast' durfde komen. Dit ging door tot ze in 1970 verhuisde naar San Francisco, Californië. In 1973 outte ze zich als lesbisch en werd aangenomen aan de San Francisco State University (SFSU) waar ze zich bezighield met vrouwen- en genderstudies, het eerste project in zijn soort in de Verenigde Staten. Ze bleef daar werken tot aan haar pensioen in 1992.
In 2008 werd een fonds ingericht aan de Universiteit van Oregon door Carla Blumberg, een ex-leerling van Gearhart voor de Sally Miller Gearhart Chair in Lesbian Studies, als onderdeel van het gender- en vrouwenstudieprogramma.

### Activisme
Nadat Gearhart een ambtstermijn verkreeg aan de SFSU was ze in staat om verder te schrijven over lesbianisme en daarmee samenhangende politieke onderwerpen, terwijl ze politiek actief bleef, in het bijzonder voor radicale feministische zaken.
In 1978 streed Gearhart aan de zijde van Harvey Milk, de eerste openlijk homosexuele politicus in de VS in zijn strijd tegen wetsvoorstel California Proposition 6, gekend als het "Briggs Initiative" om homoseksuelen te bannen van academische posities. Fragmenten uit het debat tussen Gearhart en John Briggs zijn te zien in de documentaire The Times of Harvey Milk uit 1984. Gearhart is ook nog te zien in andere documentaires, Word Is Out: Stories of Some of Our Lives uit 1977 en Last Call at Maud's uit 1993.
Eind jaren zeventig stichtte Gearhart een separatistische commune in Willits, "Women's Land" genaamd. Ze woonde er samen met haar partner en een klein groepje vrouwen, die dichter bij de natuur en verwijderd van mannen wilden zijn.

### Schrijver
Terwijl Gearhart in San Francisco woonde, begon ze met het schrijven sciencefictionromans en korte verhalen waarbij ze haar utopische idealen voor een breder lesbisch publiek bracht. In 1978 werd haar succesvolste roman The Wanderground gepubliceerd. Ze heeft ook twee boeken geschreven als onderdeel van de Earthkeep-trilogie, The Kanshou (2002) en The Magister (2003). De verhalen spelen zich af in een dystopische wereld waar veel meer vrouwen dan mannen zijn en de mensen de enige wezens op de planeet.
Gearhart schreef niet enkel romans maar ook non-fictie zoals Loving Women/Loving Men: Gay Liberation and the Church (1974), gericht op de conservatieve christelijke kerken en gemeenschappen die homoseksuelen uitsluiten uit hun gemeenschap. Samen met Susan Rennie schreef ze in 1981 A Feminist Tarot over tarot.

### Nalatenschap
De Sally Miller Gearhart Papers (1956-2015) worden bewaard bij de Special Collections and University Archives', University of Oregon Libraries. Het Sally Miller Gearhart Fund werd opgericht om onderzoek en onderwijs in lesbische studies te bevorderen door middel van een jaarlijkse lezingenreeks en een begiftigd hoogleraarschap aan de Universiteit van Oregon. De eerste jaarlijkse lezing van de Sally Miller Gearhart Lecture in Lesbian Studies aan de Universiteit van Oregon werd gehouden op 27 mei 2009. Deze eerste lezing kreeg de titel The Incredibly Shrinking Lesbian World and Other Queer Conundra en werd gegeven door Arlene Stein van de Rutgers University.
Carrie Preston speelt Gearhart in de Amerikaanse miniserie When We Rise uit 2017, over lgbt-rechten.

### Korte verhalen
- A Man in the City (1978)
- A Morning Together (1978)
- A Time to Sing (1978)
- Alaka's Journey (1978)
- Clana and the Snakes (1978)
- Diana and the Moon (1978)
- Ijeme's Story (1978)
- Krueva and the Pony (1978)
- Meeting the Gentles (1978)
- On the Way to the Kochlias (1978)
- Opening (1978)
- Pelagine Stretches (1978)
- Red Waters (1978)
- Sisterblood (1978)
- The Deep Cella (1978)
- The Gatherstretch (1978)
- The Remember Rooms (1978)
- The Telling of the Days of Artilidea (1978)
- Voki at the Welling Place (1978)
- Windriding (1978)